# Dalian-Express-Klasse
Die Dalian-Express-Klasse, früher Hamburg-Express-Klasse, ist eine Serie von Containerschiffen der Reederei Hapag-Lloyd. Sie wurden von Hyundai Heavy Industries in Ulsan, Südkorea gebaut.
Die vier Einheiten des Typs Hyundai 7500 gehören zu den ersten Post-Panamax-Schiffen der Reederei Hapag-Lloyd. Das Typschiff ist die Dalian Express (früher Hamburg Express), es folgten noch die Yantian Express (früher Shanghai Express), die Berlin Express und die Hong Kong Express. Der Propeller der Schiffe wiegt etwa 100 Tonnen und gehörte damit zu den größten Schiffspropellern der Welt. Die Bugstrahlanlage leistet 2.500 Kilowatt. Die vier Dieselgeneratoren, der Notstromgenerator und der Wellengenerator erzeugen insgesamt 21.565 Kilovoltampere. Die Schiffe können 10.950 m³ Kraftstoff und 24.466 m³ Ballastwasser aufnehmen.
Im Jahr 2012 wurde die Namensgeberin in Dalian Express umbenannt, um den Namen für die neu in Dienst gestellte Hamburg Express (2012) der neuen Klasse freizugeben.

## Die Schiffe
| Dalian-Express-Klasse | Dalian-Express-Klasse | Dalian-Express-Klasse | Dalian-Express-Klasse                              | Dalian-Express-Klasse                                                  |
| Bauname               | Baunummer             | IMO-Nummer            | Kiellegung Stapellauf Ablieferung                  | Umbenennungen und Verbleib                                             |
| --------------------- | --------------------- | --------------------- | -------------------------------------------------- | ---------------------------------------------------------------------- |
| Hamburg Express       | 1363                  | 9229829               | 14. Mai 2001 18. August 2001 1. Oktober 2001       | 2012 Dalian Express, so in Fahrt                                       |
| Berlin Express        | 1364                  | 9229831               | 10. September 2001 28. Dezember 2001 3. April 2002 | als Shanghai Express fertiggestellt, 2013 Yantian Express, so in Fahrt |
| Hong Kong Express     | 1365                  | 9229843               | 13. Mai 2002 24. August 2002 1. Oktober 2002       | 2013 Ningbo Express, so in Fahrt                                       |
| Berlin Express        | 1366                  | 9229855               | 27. Juni 2002 4. Januar 2003 26. März 2003         | 2023 Kiel Express, so in Fahrt                                         |

## Vorfälle
Am 3. Januar 2019 brach auf der Yantian Express, die sich im Nordatlantik befand, in einem an Deck auf Laderaum 2 geladenen Container ein Feuer aus, das wegen der schlechten Wetterbedingungen mit Bordmitteln nicht gelöscht werden konnte. Die Brandbekämpfung zog sich über zwei Wochen hin, erst am 21. Januar wurde der Brand vom Bergungsunternehmen Smit Salvage als gelöscht erklärt. Entstanden war das Feuer wahrscheinlich durch Selbstentzündung der in einem Container geladenen Kokosnusskohle, einer Pyrokohle, die als Wasserpfeifenkohle für Shishas dient. In den Ladungspapieren waren als Inhalt des Containers Kokosnusspellets statt Kokosnusskohle, das als Gefahrgut hätte deklariert sein müssen, angegeben.